# Tatjana Blacher
Tatjana Blacher (* 18. Mai 1956 in Berlin) ist eine deutsche Theater- und Fernsehschauspielerin.

## Leben und Karriere
Tatjana Blacher ist die Tochter des Komponisten Boris Blacher und der Pianistin Gerty Blacher-Herzog. Ihr Bruder Kolja Blacher ist Violinist.
Blacher wuchs in West-Berlin auf. Nach ihrem Schulabschluss studierte sie am Max-Reinhardt-Seminar und am Lee Strasberg Theatre Institute. Ihre Karriere begann Mitte der 1980er-Jahre am Düsseldorfer Schauspielhaus, am Renaissance-Theater Berlin und dem Theater am Kurfürstendamm in Berlin.
Von August 1991 bis Juli 1993 spielte sie in der ARD-Serie Lindenstraße die Rolle der Dagmar Hoffmeister. Als Dagmar Hoffmeister im Jahr 2008 wieder in der Lindenstraße auftauchte, wurde die Rolle dann von Judith von Radetzky übernommen. Sie wirkte als Schauspielerin vor der Kamera in bisher über 80 Film-und-Fernsehproduktionen mit, darunter auch in zahlreichen Episodenrollen in verschiedenen Fernsehserien.
Blacher lebt in Berlin. Neben ihrer Muttersprache Deutsch spricht sie auch Englisch und Französisch.

## Filmografie (Auswahl)
- 1978: Spannende Geschichten
- 1979: Aufwind
- 1980: Direktion City (Fernsehserie, 1 Folge)
- 1980: Tatort – Mit nackten Füßen
- 1982: Drei Damen vom Grill (Fernsehserie, 1 Folge)
- 1984: Fluchtpunkt Berlin
- 1986: Detektivbüro Roth (Fernsehserie, 1 Folge)
- 1987: Kommissar Zufall
- 1988: Spielergeschichten
- 1988: Geheime Reichssache (Fernsehzweiteiler)
- 1990: Praxis Bülowbogen (Fernsehserie, 1 Folge)
- 1991–1993: Lindenstraße (Fernsehserie)
- 1995: Ein Bayer auf Rügen (Fernsehserie, 1 Folge)
- 1996: Tatort – Bienzle und der Traum vom Glück
- 1996–1999: Dr. Stefan Frank – Der Arzt, dem die Frauen vertrauen (Fernsehserie, 2 Folgen, verschiedene Rollen)
- 1997: Reise in die Dunkelheit
- 1997: Polizeiruf 110 – Heißkalte Liebe
- 1998: Tatort – Engelchen flieg
- 1999: Chill Out
- 1999: Doppelter Einsatz (Fernsehserie, 1 Folge)
- 1999: Lea Katz – Die Kriminalpsychologin: Einer von uns
- 2000: Bonhoeffer – Die letzte Stufe
- 2000: Tatort – Bienzle und der Mann im Dunkeln
- 2001: Anne Frank (Anne Frank: The Whole Story)
- 2002: Eine außergewöhnliche Affäre
- 2002: Die Wunde
- 2002: Kiss and Run
- 2002: Polizeiruf 110 – Der Spieler
- 2002: Ein starkes Team: Kinderträume (Fernsehfilm)
- 2003–2006: Der letzte Zeuge (Fernsehserie, 2 Folgen, verschiedene Rollen)
- 2004: Alles auf Zucker!
- 2004: Unser Pappa – Herzenswünsche; Bärbel Ramsbächle
- 2004: Edel & Starck (Fernsehserie, 1 Folge)
- 2005: Der Bulle von Tölz: Der Zuchtbulle
- 2005: Der letzte Tanz
- 2005–2008: SOKO Leipzig (Fernsehserie, 2 Folgen, verschiedene Rollen)
- 2006: Tatort – Liebe macht blind
- 2006–2015: SOKO Köln (Fernsehserie, 2 Folgen, verschiedene Rollen)
- 2007: Afrika, mon amour
- 2007: Notruf Hafenkante (Fernsehserie, 1 Folge)
- 2007: Tatort – Strahlende Zukunft
- 2007: Notruf Hafenkante (Fernsehserie, 1 Folge)
- 2007: SOKO Kitzbühel (Fernsehserie, 1 Folge)
- 2007–2015: In aller Freundschaft (Fernsehserie, 3 Folgen, verschiedene Rollen)
- 2008: Alarm für Cobra 11 – Die Autobahnpolizei (Fernsehserie, 1 Folge)
- 2008: Inga Lindström – Rasmus und Johanna
- 2008: Im Namen des Gesetzes (Fernsehserie, 1 Folge)
- 2009: Dr. Hope
- 2009: Stubbe – Von Fall zu Fall (Fernsehserie, 1 Folge)
- 2010: Countdown – Die Jagd beginnt (Fernsehserie, 1 Folge)
- 2010: Unser Charly (Fernsehserie, 1 Folge)
- 2010: SOKO Stuttgart (Fernsehserie, 1 Folge)
- 2010–2013: SOKO München (Fernsehserie, 2 Folgen, verschiedene Rollen)
- 2011: Die Samenhändlerin
- 2011: Polizeiruf 110 – Leiser Zorn
- 2012: Tatort – Alles hat seinen Preis
- 2017–2019: Rote Rosen (Telenovela)

## Auszeichnungen
- 2002: Sonderpreis für herausragende darstellerische Leistung beim Fernsehfilm-Festival Baden-Baden für Eine außergewöhnliche Affäre